# Harry el camello
Harry fue un ejemplar de Camelus dromedarius originario de Islas Canarias, siendo por tanto de la raza hoy conocida como raza autóctona de camello canario, que se convirtió en el primer ejemplar de camello que llegó a Australia.

## Historia
En 1840, los hermanos Phillips, Henry Weston Phillips, George y GM, compraron nueve camellos en la isla de Tenerife en las Islas Canarias. Cuatro o seis de estos animales fueron embarcados en el SS Apolline, que había sido fletado por Henry en Londres. El Apolline, al mando del capitán William Deane, atracó en el puerto de Adelaida_(Australia) el 12 de octubre de 1840 y el único animal que sobrevivió, y por tanto el primer camello que puso pie en Australia, fue un macho, al que llamaron Harry.
En 1846 el explorador John Ainsworth Horrocks (1818-1846) de Penwortham cerca de Clare, en el sur de Australia, contó con Harry para formar parte en una expedición alrededor del lago Torrens y la cabeza del Golfo Spencer. El grupo formado por seis hombres, dos carros, seis caballos, doce cabras y Harry, dejó Penwortham el 29 de julio. La expedición tomó la dirección norte hacia el Monte Remarkable y cordillera Flinders. Pronto descubrió Horrocks que Harry tenía muy mal humor, y con frecuencia mordía a los hombres y las cabras de la expedición. Sin embargo, Harry, también sobresalió como un eficaz porteador, llevando pesadas cargas de hasta 160 kilogramos y siendo capaz de viajar durante dos días sin agua. 
Tras establecerse un campamento en la zona de Monte Arden, a finales de agosto, Horrocks y otros dos hombres, Kilroy y Gill, salieron a explorar las llanuras a pie con el camello encargado de llevar el equipaje. Tras varios día habiendo recorrido sesenta y cinco millas y bordeando el Lago Dutton, Kilroy, que caminaba adelantado, se detuvo tras avistar un hermosos pájaro al que recomendó disparar para añadir a la colección de la expedición. Habiendo detenido al camello y cuando Horrocks estaba alistando el arma para disparar al ave, Harry dio un bandazo haciendo que el arma se disparase accidentalmente contra Horrocks y causándole la pérdida de un dedo y de toda la parte izquierda de la dentadura, al entrar el disparo por la mandíbula. La expedición fue cancelada, regresando con el malherido Horrocks a Penwortham, quien falleció 23 días después de recibir el disparo a causa de la infección. 
La última voluntad de Horrocks fue pedir que sacrificaran a Harry, a fin de que nadie más fuera herido por el camello. Y así se hizo. Harry murió abatido por un disparo, no sin antes morder por última vez en la cabeza a un ganadero aborigen.